# Vaskna
Vaskna (est. Vaskna järv) – jezioro w Estonii, w prowincji Võrumaa, w gminie Haanja. Należy do pojezierza Haanja (est. Hannja järved). Położone jest na zachód od wsi Purka. Ma powierzchnię 37,1ha linię brzegową o długości 9501 m, długość 1410 m i szerokość 310 m. Znajduje się na nim dziewięć wysepek o łącznej powierzchni 5,9 ha. Sąsiaduje m.in. z jeziorami Purka, Tuuljärv, Kirbu, Taltjärv, Põldalotsõ. Położone jest na terenie obszaru chronionego krajobrazu Haanja (est. Haanja looduspark). Jezioro zamieszkują m.in.: płoć, okoń, szczupak, płoć, leszcz, lin, miętus, wzdręga i ukleja.